# Iglesia de Nuestra Señora de la Asunción (Borobia)
La iglesia de Nuestra Señora de la Asunción es un templo católico de la localidad española de Borobia, en la provincia de Soria (Castilla y León). Se sitúa sobre un promontorio sobre el que domina la entrada por el norte a la localidad.

## Descripción
Obra de principios del siglo XVI de estilo gótico, presenta una nave de proporción esbelta con bóvedas de crucería con terceletes y combados y capillas en los laterales.
En el exterior, la iglesia nos presenta una imagen rotunda sin ningún elemento decorativo, con grandes muros de sillarejo bien escuadrados a modo de sillares, solamente interrumpidos por los contrafuertes y coronado por sencilla cornisa. Destaca el volumen de la torre campanario con cinco cuerpos divididos por sencillas líneas de imposta y la entrada con pórtico con tres arcos de medio punto de trazas renacentistas que acoge la portada igualmente renacentista con arco de medio punto y edículo.
A los pies de la nave principal sobre un arco rebajado, se sitúa el coro y al lado de la epístola, un púlpito con tornavoz de yeso trabajado con formas geométricas. En el interior, aún se conserva el pavimento con lanchas o losas de piedra de los enterramientos que se hacían en las iglesias durante el siglo XVIII, aunque alterado.
En el lado del evangelio a la altura del altar mayor destaca el sepulcro de la familia de «los Luna» de rica decoración en piedra y con rejería del siglo XIV. La iglesia conserva en su interior, un conjunto de retablos entre los que destaca el situado en el altar mayor.
Tiene incoado expediente como Bien de Interés Cultural en la categoría de Monumento desde el 19 de marzo de 2009. En 2010 el Ayuntamiento del municipio se opuso la concesión de este estatus a la iglesia.